# Ђуро Стантић
Ђуро Стантић (мађ. György Sztantics; Суботица, 19. август 1878 — Суботица, 19. јул 1918), представник Мађарске на Олимпијским међуиграма 1906. у Атини.

## Резултати
Освојио је прво место на у брзом ходању на 27 километара у времену од 2 сата и 24 минута у Прагу 1901.
На првенству света у Берлину 1901. освојио је прво место у брзом ходању претрчавши 75 километара за 8 сати, 16 минута и 24 секунде.
На Олимпијским међуиграма у Атини 1906. је освојио златни пехар у брзом ходању на 3.000 метара. У чланство Пучке касине примљен је 31. децембра 1896. године.